# Vogt und Weizenegger
Vogt + Weizenegger (V + W) war ein 1993 von Oliver Vogt und Hermann Weizenegger gegründetes Designbüro in Berlin, das bis 2008 bestand.
Die beiden Designer sind Schüler von Hans Roericht, einem Vertreter der Hochschule für Gestaltung Ulm (HfG). Ihr Konzept radikalisierte den pragmatisch-soziologischen Ansatz der HfG und von Roericht, und sah, in der Tradition des Bauhauses, die Bedeutung des Objekts in seinem Gebrauch. Den Nutzer ihrer Entwürfe sahen Vogt + Weizenegger dabei im Sinne des Futurologen und Soziologen Alvin Toffler als einen „prosumer“, d. h. als einen Konsumenten und Produzenten zugleich, der sich seine Welt selbst einrichtet.
Die Arbeiten sind unter anderem in den Sammlungen des Deutschen Hygiene-Museums, des FNAC, dem MARTa Herford und anderen vertreten.

Vogt und Weizenegger gehören zu den Begründern des Berliner Designmai. Anfang 2009 trennte sich das Duo, das Unternehmen wurde aufgelöst.

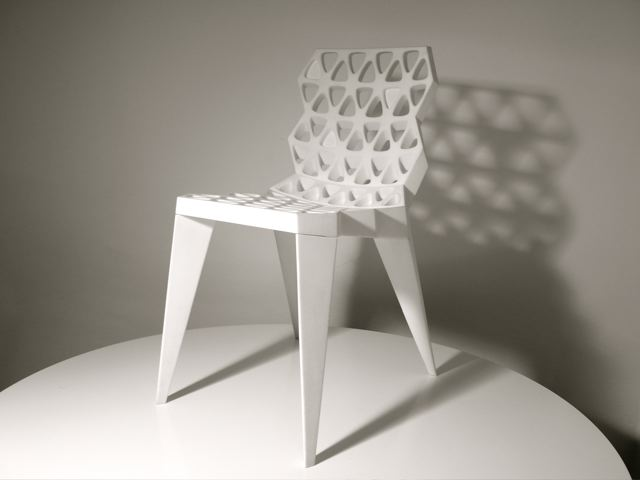
Sinterchair, Design Vogt + Weizenegger, 2001

## Wichtige Entwürfe und Projekte (Auswahl)
- Blaupause (1993). Der Kunde erhält statt eines Möbelstücks eine Bauanleitung samt einer Lizenz zum Nachbau.
- DIM – Die Imaginäre Manufaktur (1998). Auf Einladung von V + W entwerfen internationale Designer Objekte für die Handwerker der Berliner Blindenanstalt in der Oranienstraße.
- Plan A (2002). Mit einem Laser-Sinterverfahren können nach Wunsch des Kunden Unikate von Stühlen (Sinterchairs) hergestellt werden. Die Designer sehen das Modell als Teil einer Fabrik der Zukunft.
- Jungwerk (2006). Behinderte Handwerker stellen nach Entwürfen von V + W Möbelrollen her und werden so auf dem freien Markt konkurrenzfähig.

## Auszeichnungen
- iF product design award
- red dot design award
- DesignPlus
- „Best New Product“ bei der New York Home Textile Show

## Ausstellungen (Auswahl)

### Einzelausstellungen
- 1998: Die Imaginäre Manufaktur. Blindenanstalt von Berlin
- 1999: The Imaginary Manufactury. Babylon Design Ltd., London
- 2000: Thought Spaces. Galerie Binnen, Amsterdam
- 2001; Workstation. A table/shelf. Galerie Almut Gerber, Köln
- 2001: DIM 2001. Box Gallery, Lissabon 2001, Galleria Massimo de Carlo, 40th Salone Internationale del Mobile, Mailand
- 2005: DIM IM TAM (DIM – Die imaginäre Manufaktur). Tokyo Art Museum
- PLAN A. Galerie Schipper + Krome, Berlin
- 2006: V + W Design_Matrix. Marta Herford

### Gruppenausstellungen
- 1997: Design and Identity. Museum of Decorative Arts and Design, Gent
- 1998–2000: bewusst einfach. Institut für Auslandsbeziehungen, Wanderausstellung
- 2001: X-tra Monospace. Galleria Lluisa del Piane, Mailand
- 2001: Continuous Connection. Felissimo Design House, New York
- 2003: Design Berlin! Vitra Design Museum, Berlin
- 2005: Anders als Immer. Institut für Auslandsbeziehungen, Wanderausstellung, Kairo
- 2005: Jung und Deutsch. Hillside Gallery, Tokyo